# Specials (bloque Unicode)
Specials es un bloque Unicode corto asignado al final del plano multilingüe básico, en U+FFF0 - FFFF. De estos 16 puntos de código, se han asignado cinco desde Unicode 3.0:
- U+FFF9  INTERLINEAR ANNOTATION ANCHOR, marca el inicio del texto anotado.
- U+FFFA  INTERLINEAR ANNOTATION SEPARATOR, marca el inicio de los caracteres de anotación
- U+FFFB  INTERLINEAR ANNOTATION TERMINATOR, marca el final del bloque de anotaciones
- U+FFFC ￼ OBJECT REPLACEMENT CHARACTER, marcador de posición en el texto para otro objeto no especificado, por ejemplo, en un documento compuesto.
- U+FFFD � REPLACEMENT CHARACTER, utilizado para reemplazar un carácter desconocido, no reconocido o irrepresentable
- U+FFFE <noncharacter-FFFE> no es un caracter.
- U+FFFF <noncharacter-FFFF> no es un caracter.

U+FFFE y U+FFFF no están definidos como "caracteres sin asignar", pero se garantiza que no serán caracteres Unicode en absoluto. Se pueden utilizar para adivinar el esquema de codificación de un texto, ya que cualquier texto que los contenga no es, por definición, un texto Unicode correctamente codificado. El caracter unicode U+FEFF  Byte order mark se puede insertar al principio de un texto Unicode para señalar su carácter final : un programa que lea dicho texto y se encuentre con 0xFFFE sabrá entonces que debe cambiar el orden de los bytes para todos los siguientes caracteres.Su nombre de bloque en Unicode 1.0 era Special.

## Carácter de reemplazo

Caracter de reemplazo

El carácter de reemplazo � (representado por un rombo negro con un signo de interrogación blanco o un recuadro vacío) es un símbolo que se encuentra en el estándar Unicode en el punto de código U+FFFD en la tabla Specials. Se utiliza para indicar problemas cuando un sistema no puede convertir un flujo de datos en un símbolo correcto. Por lo general, se ve cuando los datos no son válidos y no coinciden con ningún carácter:
Considere un archivo de texto que contiene la palabra alemana "für" (que significa ‘para’) en la codificación ISO-8859-1 (0x66 0xFC 0x72). Este archivo ahora se abre con un editor de texto que asume que la entrada es UTF-8. El primer y último byte son codificaciones UTF-8 válidas de ASCII, pero el byte medio (0xFC) no es un byte válido en UTF-8. Por lo tanto, un editor de texto podría reemplazar este byte con el símbolo de carácter de reemplazo para producir una cadena válida de puntos de código Unicode. La cadena completa ahora se muestra así: "f�r".
Un editor de texto mal implementado podría guardar el reemplazo en formato UTF-8; los datos del archivo de texto se verán así: 0x66 0xEF 0xBF 0xBD 0x72, que se mostrará en ISO-8859-1 como "fï¿½r" (esto se llama mojibake). Dado que el reemplazo es el mismo para todos los errores, esto hace que sea imposible recuperar el carácter original. Un diseño mejor (pero más difícil de implementar) es preservar los bytes originales, incluido el error, y solo convertirlos al reemplazo cuando se muestra el texto. Esto permitirá que el editor de texto guarde la secuencia de bytes original, sin dejar de mostrar el indicador de error al usuario.
Se ha vuelto cada vez más común para que el software intérprete UTF-8 no válido adivinando que los bytes están en otra codificación basada en bytes, como ISO-8859-1. Esto permite la visualización correcta de UTF-8 válido y no válido pegados juntos. Si una página web usa ISO-8859-1 (o Windows-1252) pero especifica la codificación como UTF-8, la mayoría de los navegadores web solían mostrar todos los caracteres no ASCII como �, pero los navegadores más nuevos traducen los bytes erróneos individualmente a caracteres en Windows-1252, por lo que el carácter de reemplazo se ve con menos frecuencia.

## Tabla de caracteres Unicode
| Specials |   |   |   |   |   |   |   |   |   |      |      |      |   |   |   |   |
| | 0 | 1 | 2 | 3 | 4 | 5 | 6 | 7 | 8 | 9    | A    | B    | C | D | E | F |
| U+FFFx |   |   |   |   |   |   |   |   |   | IA A | IA S | IA T | ￼ | � |   |   |
| Notas - A partir de la versión 13.0 de Unicode - Las áreas grises indican puntos de código no asignados - Las áreas negras indican que no son caracteres (puntos de código que se garantiza que nunca se asignarán como caracteres codificados en el estándar Unicode) |   |   |   |   |   |   |   |   |   |      |      |      |   |   |   |   |

## Historia
Los siguientes documentos relacionados con Unicode registran el propósito y el proceso de definir caracteres específicos en el bloque Specials:
| Versión | Puntos de código finales | Cuenta | UTC ID       | L2 ID                  | WG2 ID                 | Documento |
| ------- | ------------------------ | ------ | ------------ | ---------------------- | ---------------------- | --- |
| 1.0.0   | U+FFFD                   | 1      |              |                        |                        | (por determinar) |
| 1.0.0   | U+FFFE..FFFF             | 2      |              |                        |                        | (por determinar) |
| 1.0.0   | U+FFFE..FFFF             | 2      |              | L2/01-295R             |                        | Moore, Lisa (6 de noviembre de 2001), Minutes from the UTC/L2 meeting #88.                                                                                         |
| 1.0.0   | U+FFFE..FFFF             | 2      |              | L2/01-355              | N2369 (html, doc)      | Davis, Mark (26 de septiembre de 2001), Request to allow FFFF, FFFE in UTF-8 in the text of ISO/IEC 10646.                                                         |
| 1.0.0   | U+FFFE..FFFF             | 2      |              | L2/02-154              | N2403                  | Umamaheswaran, V. S. (22 de abril de 2002), Draft minutes of WG 2 meeting 41, Hotel Phoenix, Singapore, 2001-10-15/19.                                             |
| 2.1     | U+FFFC                   | 1      | UTC/1995-056 |                        |                        | Sargent, Murray (6 de diciembre de 1995), Recommendation to encode a WCH_EMBEDDING character.                                                                      |
| 2.1     | U+FFFC                   | 1      | UTC/1996-002 |                        |                        | Aliprand, Joan; Hart, Edwin; Greenfield, Steve (5 de marzo de 1996), UTC #67 Minutes.                                                                              |
| 2.1     | U+FFFC                   | 1      |              |                        | N1365                  | Sargent, Murray (18 de marzo de 1996), Proposal Summary – Object Replacement Character.                                                                            |
| 2.1     | U+FFFC                   | 1      |              |                        | N1353                  | Umamaheswaran, V. S.; Ksar, Mike (25 de junio de 1996), Draft minutes of WG2 Copenhagen Meeting # 30.                                                              |
| 2.1     | U+FFFC                   | 1      |              | L2/97-288              | N1603                  | Umamaheswaran, V. S. (24 de octubre de 1997), Unconfirmed Meeting Minutes, WG 2 Meeting # 33, Heraklion, Crete, Greece, 20 June – 4 July 1997.                     |
| 2.1     | U+FFFC                   | 1      |              | L2/98-004R             | N1681                  | Text of ISO 10646 – AMD 18 for PDAM registration and FPDAM ballot, 22 de diciembre de 1997.                                                                        |
| 2.1     | U+FFFC                   | 1      |              | L2/98-070              |                        | Aliprand, Joan; Winkler, Arnold, Minutes of the joint UTC and L2 meeting from the meeting in Cupertino, February 25-27, 1998.                                      |
| 2.1     | U+FFFC                   | 1      |              | L2/98-318              | N1894                  | Revised text of 10646-1/FPDAM 18, AMENDMENT 18: Symbols and Others, 22 de octubre de 1998.                                                                         |
| 3.0     | U+FFF9..FFFB             | 3      |              | L2/97-255R             |                        | Aliprand, Joan (3 de diciembre de 1997), Approved Minutes – UTC #73 & L2 #170 joint meeting, Palo Alto, CA – August 4-5, 1997.                                     |
| 3.0     | U+FFF9..FFFB             | 3      |              | L2/98-055              |                        | Freytag, Asmus (22 de febrero de 1998), Support for Implementing Inline and Interlinear Annotations.                                                               |
| 3.0     | U+FFF9..FFFB             | 3      |              | L2/98-070              |                        | Aliprand, Joan; Winkler, Arnold, Minutes of the joint UTC and L2 meeting from the meeting in Cupertino, February 25-27, 1998.                                      |
| 3.0     | U+FFF9..FFFB             | 3      |              | L2/98-099              | N1727                  | Freytag, Asmus (18 de marzo de 1998), Support for Implementing Interlinear Annotations as used in East Asian Typography.                                           |
| 3.0     | U+FFF9..FFFB             | 3      |              | L2/98-158              |                        | Aliprand, Joan; Winkler, Arnold (26 de mayo de 1998), Draft Minutes – UTC #76 & NCITS Subgroup L2 #173 joint meeting, Tredyffrin, Pennsylvania, April 20-22, 1998. |
| 3.0     | U+FFF9..FFFB             | 3      |              | L2/98-286              | N1703                  | Umamaheswaran, V. S.; Ksar, Mike (2 de julio de 1998), Unconfirmed Meeting Minutes, WG 2 Meeting #34, Redmond, WA, USA; 1998-03-16--20.                            |
| 3.0     | U+FFF9..FFFB             | 3      |              | L2/98-270              |                        | Hiura, Hideki; Kobayashi, Tatsuo (29 de julio de 1998), Suggestion to the inline and interlinear annotation proposal.                                              |
| 3.0     | U+FFF9..FFFB             | 3      |              | L2/98-281R (pdf, html) |                        | Aliprand, Joan (31 de julio de 1998), Unconfirmed Minutes – UTC #77 & NCITS Subgroup L2 # 174 JOINT MEETING, Redmond, WA -- July 29-31, 1998.                      |
| 3.0     | U+FFF9..FFFB             | 3      |              | L2/98-363              | N1861                  | Sato, T. K. (1 de septiembre de 1998), Ruby markers. |
| 3.0     | U+FFF9..FFFB             | 3      |              | L2/98-372              | N1884R2 (pdf, doc)     | Whistler, Ken (22 de septiembre de 1998), Additional Characters for the UCS.                                                                                       |
| 3.0     | U+FFF9..FFFB             | 3      |              | L2/98-416              | N1882.zip              | Support for Implementing Interlinear Annotations, 23 de septiembre de 1998.                                                                                        |
| 3.0     | U+FFF9..FFFB             | 3      |              | L2/98-329              | N1920                  | Combined PDAM registration and consideration ballot on WD for ISO/IEC 10646-1/Amd. 30, AMENDMENT 30: Additional Latin and other characters, 28 de octubre de 1998. |
| 3.0     | U+FFF9..FFFB             | 3      |              | L2/98-421R             |                        | Suignard, Michel; Hiura, Hideki (4 de diciembre de 1998), Notes concerning the PDAM 30 interlinear annotation characters.                                          |
| 3.0     | U+FFF9..FFFB             | 3      |              | L2/99-010              | N1903 (pdf, html, doc) | Umamaheswaran, V. S. (30 de diciembre de 1998), Minutes of WG 2 meeting 35, London, U.K.; 1998-09-21--25.                                                          |
| 3.0     | U+FFF9..FFFB             | 3      |              | L2/98-419 (pdf, doc)   |                        | Aliprand, Joan (5 de febrero de 1999), Approved Minutes -- UTC #78 & NCITS Subgroup L2 # 175 Joint Meeting, San Jose, CA -- December 1-4, 1998.                    |
| 3.0     | U+FFF9..FFFB             | 3      | UTC/1999-021 |                        |                        | Duerst, Martin; Bosak, Jon (8 de junio de 1999), W3C XML CG statement on annotation characters.                                                                    |
| 3.0     | U+FFF9..FFFB             | 3      |              | L2/99-176R             |                        | Moore, Lisa (4 de noviembre de 1999), Minutes from the joint UTC/L2 meeting in Seattle, June 8-10, 1999.                                                           |
| 3.0     | U+FFF9..FFFB             | 3      |              | L2/01-301              |                        | Whistler, Ken (1 de agosto de 2001), Analysis of Character Deprecation in the Unicode Standard.                                                                    |